# Rima Furnerius
Rima Furnerius és una estructura geològica del tipus rima a la superfície de la Lluna, situada amb el sistema de coordenades planetocèntriques a -34.52 ° de latitud N i 62.04 ° de longitud E. Fa un diàmetre de 65.85 km. El nom va ser fet oficial per la UAI l'any 1964 i fa referència al cràter Furnerius, car la rima s'hi troba dins.